# Hatzic Island
Hatzic Island är en ö i Kanada.   Den ligger i provinsen British Columbia, i den södra delen av landet, 3 500 km väster om huvudstaden Ottawa. Hatzic Island ligger i sjön Hatzic Lake.
I omgivningarna runt Hatzic Island växer i huvudsak blandskog. Runt Hatzic Island är det mycket glesbefolkat, med 5 invånare per kvadratkilometer.